# Laudun-l'Ardoise
Laudun-l'Ardoise (en occitano simplemente Laudun) es una población y comuna francesa, en la región de Occitania, departamento de Gard, en el distrito de Nimes y cantón de Roquemaure.
Hasta el decreto de primero de febrero de 2001 se llamaba únicamente Laudun.

## Demografía
| 2820 | 3968 | 3664 | 3759 | 4408 | 5127 |
| Para los censos de 1962 a 1999 la población legal corresponde a la población sin duplicidades (Fuente: INSEE [Consultar]) |      |      |      |      |      |